# 杨林乡 (哈尔滨市)
杨林乡是中国黑龙江省哈尔滨市呼兰区下辖的一个乡。